# Le Ballon d'or
Pour les articles homonymes, voir Ballon d'or (homonymie).
Pour plus de détails, voir Fiche technique et Distribution.
Le Ballon d’or est un film franco-guinéen réalisé par Cheik Doukouré, sorti en 1994. La vie de Salif Keita, premier ballon d'or africain en 1970, inspira le scénario du film,.
Un roman pour la jeunesse sous le même titre, écrit par Yves Pinguilly et paru en 1994, a été tiré du film.

## Synopsis
L'ascension de Bandian, un jeune guinéen passionné de football quittant son village pour rejoindre l'Europe et devenir footballeur professionnel.

## Fiche technique
- Titre français : Le Ballon d’or
- Réalisateur : Cheik Doukouré
- Scénario : Cheik Doukouré, David Carayon & Marum Brossolet
- Productrice : Monique Annaud
- Photo : Alain Choquart
- Montage : Michèle Robert-Lauliac
- Musique et chansons : Loy Ehrlich & Ismaël Isaac
- Genre : comédie dramatique
- Durée : 90 minutes
- Date de sortie : 13 avril 1994, date de reprise en France : 16 juin 2021[3]

## Distribution
- Aboubacar Sidiki Soumah : Bandian
- Habib Hamoud : Bachir
- Salif Keita : Karim
- Agnès Soral : Isabelle
- Mariam Kaba : Fanta
- Aboucabar Koita : Bouba

## Autour du film
Le film est tourné avec les élèves du collège Sainte Marie de Dixinn.
Après le film, le directeur du collège Sainte Marie, le frère Albert Maës crée le club Football Club Séquence de Dixinn.
Quelques années plus tard, le religieux est accusé d'une quarantaine de viols sur les enfants du club et se réfugie en France où il est mis en examen en 2017.